# Четвериков, Виталий Павлович
Вита́лий Па́влович Четверико́в (бел. Чацверыкоў Віталь Паўлавіч; 1933 — 1983) —  советский кинорежиссёр, автор игровых и документальных фильмов. Народный артист БССР (1974). Член КПСС с 1965 года.

## Биография

Мемориальная доска Четверикову в Минске.

Виталий Павлович Четвериков родился 16 августа 1933 года в Алма-Ате (ныне Казахстан). В 1949—1952 годах учился в Саратовском военно-морском подготовительном училище и Ленинградском высшем военно-морском училище имени Ленинского комсомола. С 1962 года он работал режиссёром на киностудии «Беларусьфильм», в 1963 году окончил режиссёрский факультет ВГИК (мастерская Г. М. Козинцева).
Жена — актриса Минского ТЮЗа Ж. П. Четверикова (род. 1941). Сын — белорусский режиссёр и сценарист И. В. Четвериков (род. 1966).
Виталий Четвериков умер 26 августа 1983 года от инфаркта. Ему посвящён документальный фильм «Успеть до ночи» (реж. Ю. А. Марухин, 2001).

## Работы

### Роли в кино
- 1958 — Юность наших отцов (Мечик)
- 1959 — Колыбельная (Павел)

### Игровое кино
- 1963 — Не плачь, Алёнка (короткометражный)
- 1966 — Саша-Сашенька
- 1971 — 1972 — Руины стреляют… (телефильм)
- 1974 — Пламя
- 1975 — Время-Не-Ждёт (телефильм)
- 1977 — Чёрная берёза
- 1980 — Половодье
- 1981 — Затишье (телефильм)
- 1983 — Глядите на траву (совместно с Валерием Поздняковым)
- 1983 — Сад

### Документальное кино
- 1965 — Белорусская рапсодия
- 1967 — Казнён в 41-м
- 1968 — Мне хотелось рассказать

## Награды и премии
- народный артист БССР (1979)
- Государственная премия БССР (1974) — за многосерийный фильм «Руины стреляют»
- Серебряная медаль имени А. П. Довженко (1975) — за фильм «Пламя»